# Phidippus birabeni
Phidippus birabeni är en spindelart som beskrevs av Cândido Firmino de Mello-Leitão 1944. 
Phidippus birabeni ingår i släktet Phidippus och familjen hoppspindlar. Inga underarter finns listade i Catalogue of Life.